# ایست آلتو بونیتو (تگزاس)
ایست آلتو بونیتو (به انگلیسی: East Alto Bonito) یک منطقهٔ مسکونی در ایالات متحده آمریکا است که در تگزاس واقع شده‌است. ایست آلتو بونیتو ۸۲۴ نفر جمعیت دارد.